# Sphenacodon
Genre
Sphenacodon est un genre fossile de synapsides appartenant à la famille des sphénacodontidés. Son nom français est sphénacodon. Il mesurait environ 3 mètres de long. Il vivait au Permien inférieur, dans les actuels Texas et Nouveau-Mexique. Il était proche de dimétrodon qui est son descendant  mais, contrairement à ce dernier, ne possédait pas de voile dorsale. Ses mâchoires étaient puissantes, avec des dents tranchantes, ce qui laisse à penser qu'il était carnivore.

## Étymologie
Son nom signifie « dents tranchantes ».

## Liste des espèces
Le genre Sphenacodon comprend trois espèces :
- Sphenacodon britannicus (Huene, 1908) ;
- Sphenacodon ferox Marsh, 1878 ;
- Sphenacodon ferocior Romer, 1937.

## Images

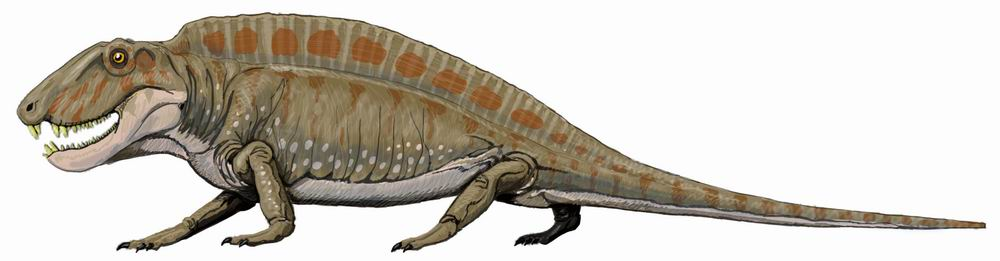
Restauration de Sphenacodon.
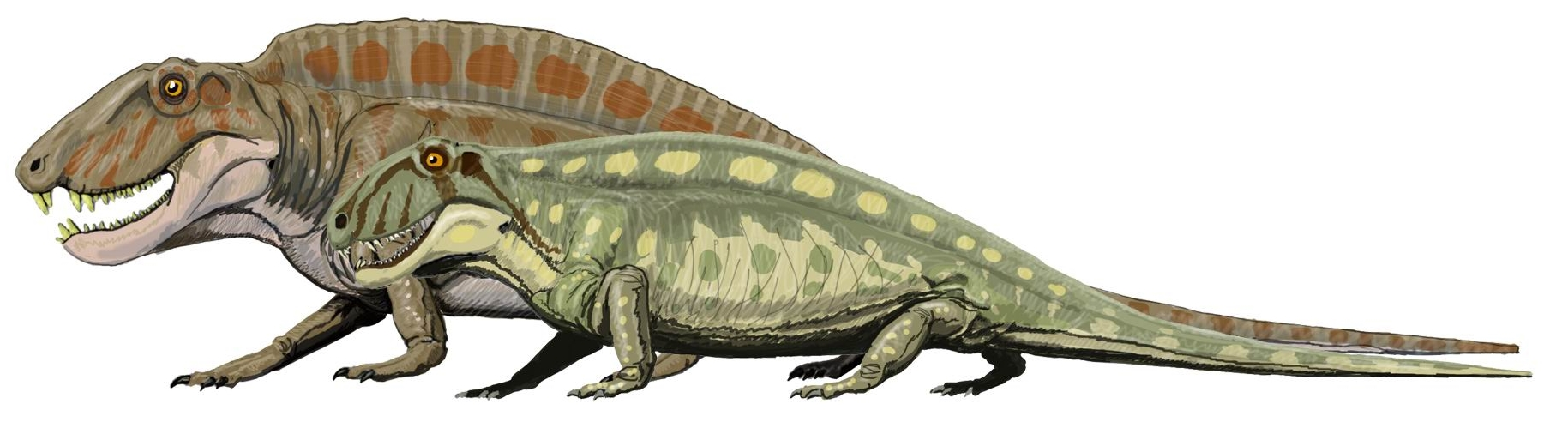
Autre restauration de Sphenacodon (mâle + femelle).
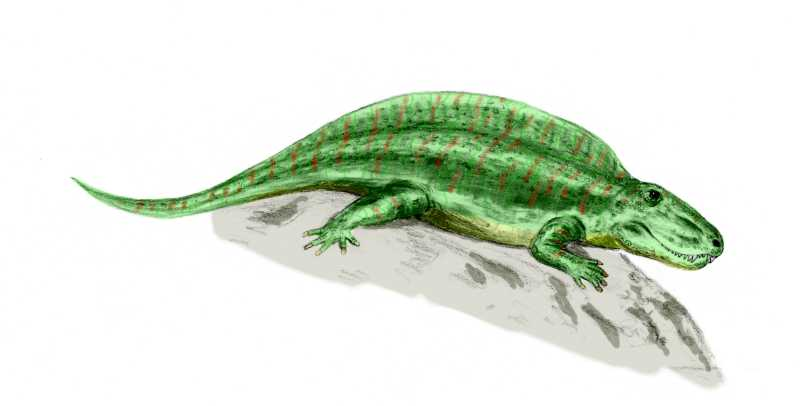
Troisième restauration de Sphenacodon.
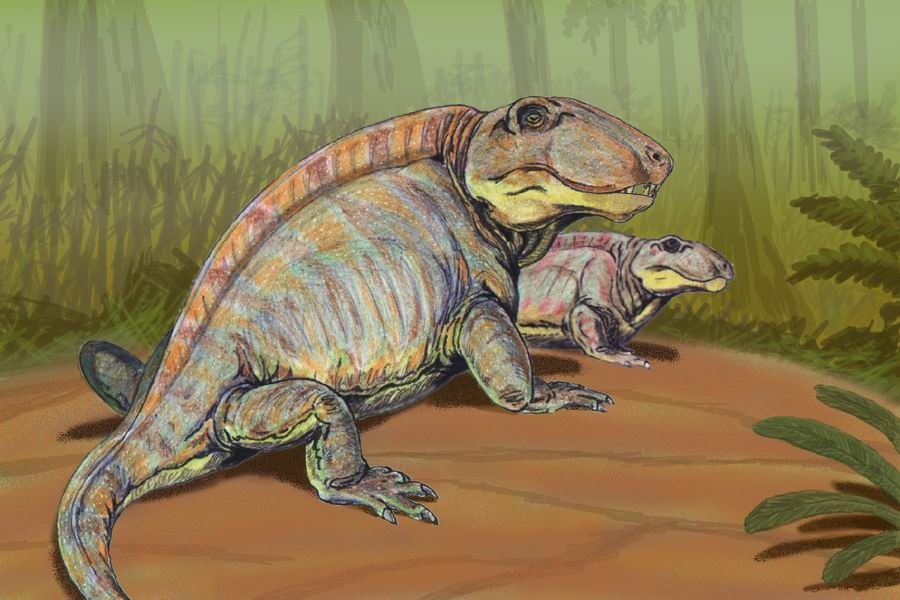
Couple de Sphenacodon.
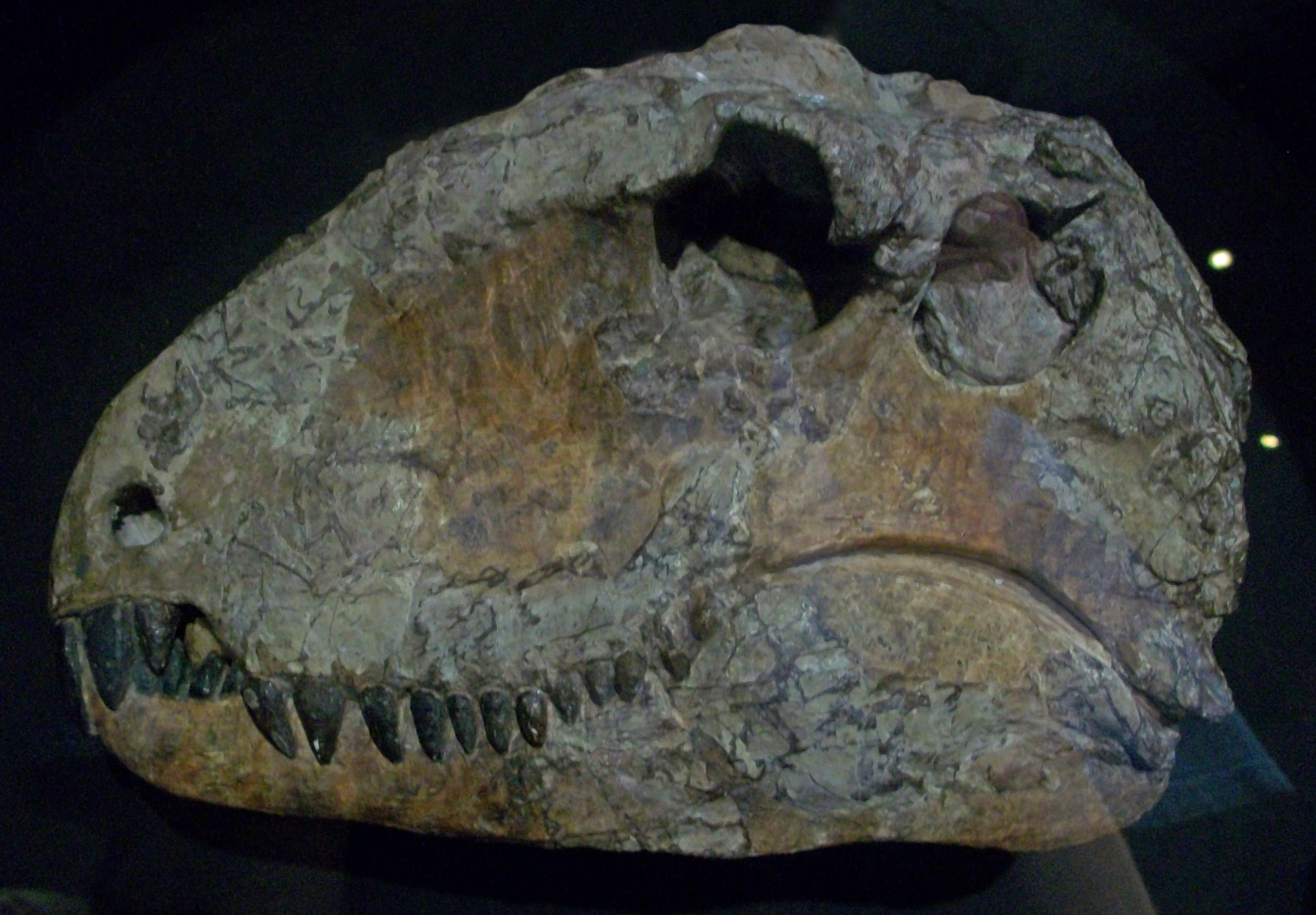
Crâne de S. ferox au Field Museum.